# ヴェラ・ゴルノスタエヴァ
ヴェラ・ヴァシリエヴナ・ゴルノスタエヴァ（ロシア語: Вера Васильевна Горностаева, ラテン文字転写例: Vera Vasilevna Gornostayeva, 1929年10月1日 - 2015年1月19日）は、ソビエト連邦出身のピアノ奏者。
モスクワ出身。8歳の頃からモスクワ音楽院付属の中央音楽学校でピアノを学び、モスクワ音楽院に進学してゲンリヒ・ネイガウスの薫陶を受けた。1955年に音楽院の大学院を修了後、グネーシン音楽大学のピアノ教師となり、1959年から母校のモスクワ音楽院で教鞭をとるようになった。1966年にソ連政府から功労芸術家の称号を贈られ、同音楽院の教授に昇格。1988年には政府から人民芸術家の称号を贈られている。
モスクワにて没。享年85。

## 註
1. ↑  “Умерла пианистка Вера Горностаева”. 2017年5月29日時点のオリジナルよりアーカイブ。2017年5月29日閲覧。
2. ↑  “Ушла из жизни Вера Горностаева”. 2017年5月29日時点のオリジナルよりアーカイブ。2017年5月29日閲覧。

| スタブアイコン | サブスタブ | この項目は、まだ閲覧者の調べものの参照としては役立たない、人物に関連した書きかけの項目です。この項目を加筆・訂正などしてくださる協力者を求めています（P:人物伝/PJ:人物伝）。 |